# Basketbolen klub Spartak Pleven
Il B.K. Spartak Pleven è una società cestistica avente sede a Pleven, in Bulgaria. Fondata nel 1947, gioca nel campionato bulgaro.
Disputa le partite interne nella Balkanstroy Hall, che ha una capacità di 1.500 spettatori.

## Palmarès
- Campionato bulgaro: 2

1994-1995, 1995-1996
- Coppa di Bulgaria: 1

1996